# ارچی کالینز
ارچی کالینز (انگلیسی: Archie Collins؛ زادهٔ ۳۱ اوت ۱۹۹۹) بازیکن فوتبال اهل بریتانیا است.
از باشگاه‌هایی که در آن بازی کرده‌است می‌توان به باشگاه فوتبال اکستر سیتی اشاره کرد.